# Juegos Olímpicos de Salt Lake City 2034

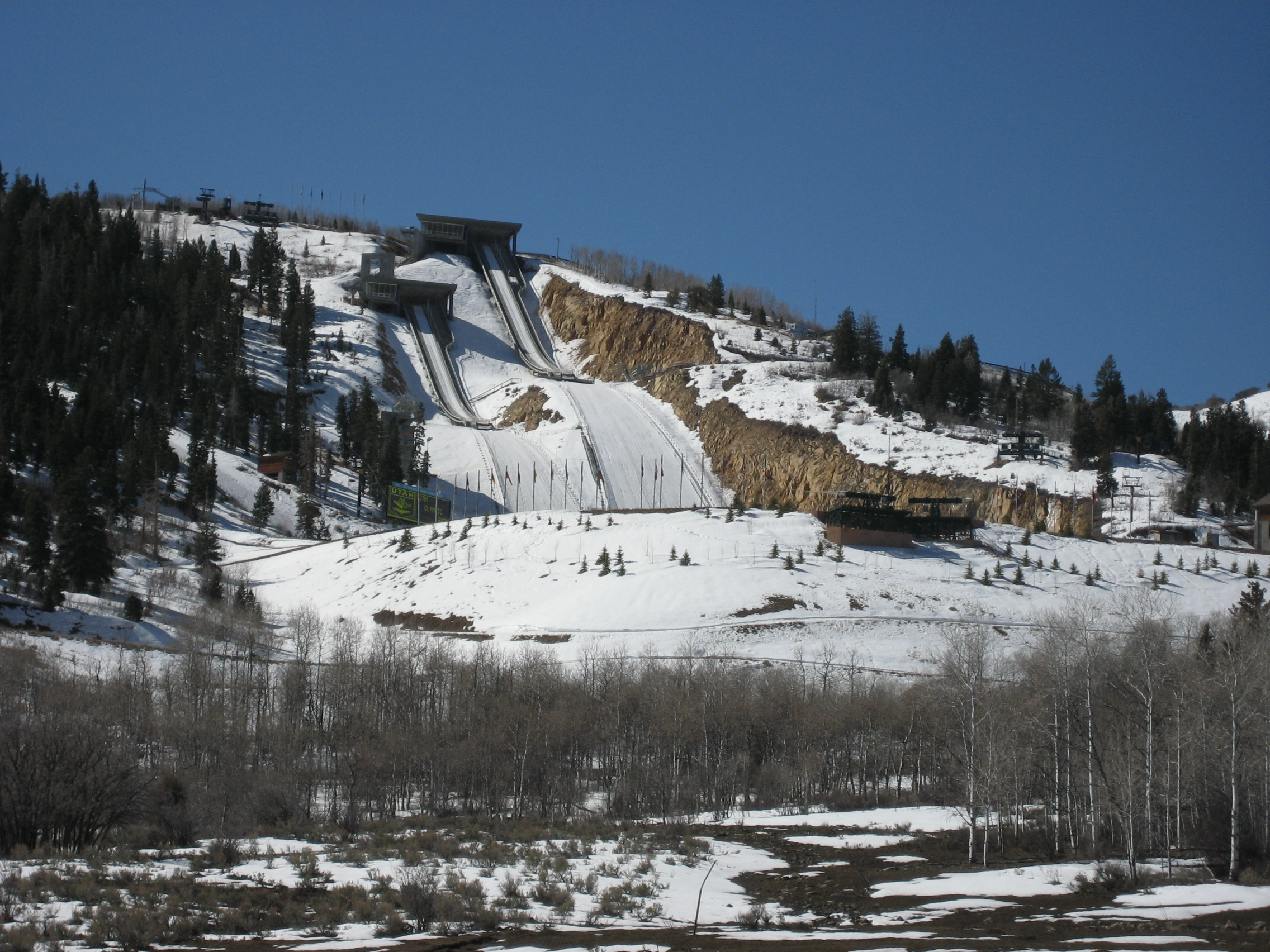
Parque olímpico de Utah

Los Juegos Olímpicos de Invierno del 2034, oficialmente conocidos como los XXVII Juegos Olímpicos de Invierno, será un próximo evento multideportivo internacional programado para realizarse en Salt Lake City, Utah, Estados Unidos, del 10 al 26 de febrero de 2034. Salt Lake City fue elegida en la 142.ª sesión del Comité Olímpico Internacional (COI) en París el 24 de julio de 2024, dos días antes del inicio de los Juegos Olímpicos de Verano de 2024.
Serán los quintos Juegos Olímpicos de Invierno y los décimos en general organizados por Estados Unidos. Salt Lake City anteriormente fue sede de los Juegos Olímpicos de Invierno de 2002.

## Proceso de Licitación
El nuevo proceso de licitación del COI se aprobó en la 134.ª sesión del COI el 24 de junio de 2019 en Lausana, Suiza. Las propuestas clave, impulsadas por las recomendaciones pertinentes de la Agenda Olímpica 2020, son:
- Establecer un diálogo continuo y permanente para explorar y crear interés entre las ciudades/regiones/países y los Comités Olímpicos Nacionales para cualquier evento olímpico.
- Crear dos Comisiones de Futuros Anfitriones (Juegos de Verano e Invierno) para supervisar el interés en futuros eventos olímpicos e informar a la junta ejecutiva del COI
- Dar más influencia a la sesión del COI haciendo que miembros no ejecutivos de la junta formen parte de las futuras comisiones anfitrionas.
- El COI también modificó la Carta Olímpica para aumentar su flexibilidad eliminando la fecha de elección de 7 años antes de los juegos y cambiando el anfitrión de una sola ciudad/región/país a varias ciudades, regiones o países.

### Comisiones de sedes candidatas futuras
La composición completa de las Comisiones de sedes candidatas de los Juegos Olímpicos de Invierno, que supervisan las sedes anfitrionas interesados o con anfitriones potenciales en los que el COI puede querer centrarse, es la siguiente:
| Miembros COI (4)                                                           | Otros miembros (4) |
| -------------------------------------------------------------------------- | --- |
| - Octavian Morariu (jefe) - Gunilla Lindberg - Karl Stoss - Samira Asghari | - Zhang Hong (Comisión de Atletas) - Ivo Ferriani (Asociación de Federaciones Internacionales Olímpicas de Deportes de Invierno) - Neven Ilic (NOCs) - Rita van Driel (miembro del IPC) |

### Etapas de Diálogo
De acuerdo con las reglas de conducta de la Comisión de sedes candidatas futuras de los Juegos Olímpicos del 2030, el nuevo sistema de licitación del COI se divide en 2 etapas de diálogo:
- Diálogo continuo: Discusiones sin compromiso entre el COI y las partes interesadas (Ciudad/Región/País/CON interesado en albergar) con respecto a albergar futuros eventos olímpicos.
- Diálogo dirigido: Discusiones dirigidas con una o más partes interesadas (llamado(s) anfitrión(es) preferido(s)), según las instrucciones de la Junta Ejecutiva del COI. Esto sigue una recomendación de la Comisión del Futuro Anfitrión como resultado de un diálogo continuo.

## Partes de licitación
Octavian Morariu, presidente de la  Comisión de sedes candidatas futuras de los Juegos Olímpicos del 2030, reveló las tres primeras partes potenciales que presentaron ofertas durante la 135.ª sesión del COI en el Centro de Convenciones SwissTech en Lausana, Suiza. Mencionó que Salt Lake City de los Estados Unidos y Sapporo de Japón han realizado estudios de factibilidad. Vancouver, Canadá, presentó una oferta preliminar en febrero de 2021. y la candidatura conjunta de Cataluña-Aragón, en España, que finalmente fue cancelada por diferencias entre sus miembros.

## Candidaturas en firme
El 29 de noviembre de 2023 el COI confirmó que la única candidatura que analizará y por tanto sería la opción a confirmar sería la candidatura francesa, de los Alpes franceses, es decir, que de no presentarse ningún contratiempo, en julio de 2024, previo a la inauguración de los Juegos Olímpicos de París 2024, el COI anunció a los Alpes Franceses como la sede regional en conjunto de dichos juegos, un hecho inédito en la elección y organización de las sedes olímpicas. La candidatura francesa habría sido preferente dado el compromiso de las autoridades francesas en todos los niveles de gobierno y el amplio respaldo popular entre los franceses, pero principalmente debido a que la infraestructura para los juegos ya existe, puesto que en 2030 se usarían las instalaciones de los juegos olímpicos de Chamonix 1924, Grenoble 1968 y Albertville 1992. Además de los sitios antes mencionados, se espera que existan eventos en Alta Saboya, Saboya y Briançon que utilizarán algunas de las estaciones de invierno más conocidas como Courchevel, Méribel, Val d’Isère, Le Grand Bornand, La Clusaz, Serre-Chevalier y Montgenèvre; así como se espera que Niza albergue las pruebas de hockey sobre hielo y patinaje artístico en hielo. De ser confirmada esta candidatura sería la cuarta vez que Francia acoja unos Juegos Olímpicos de Invierno, y la séptima que acoja a unos juegos olímpicos, considerando que para esa fecha París habrá acogido a tres Juegos Olímpicos de Verano.
El 29 de noviembre de 2023, el COI además de confirmar la candidatura francesa como la opción predilecta para los juegos de invierno de 2030, confirma además que Salt Lake City, Estados Unidos sería la candidatura elegida para los Juegos Olímpicos de Invierno de 2034, y que darían espacio a Suiza para madurar y afinar su propuesta para albergar las olimpiadas invernales de 2038.